# Riviera-Pays-d’Enhaut
Riviera-Pays-d’Enhaut (fr. District de la Riviera-Pays-d’Enhaut, niem. Bezirk Riviera-Pays-d’Enhaut) – okręg w zachodniej Szwajcarii, w kantonie Vaud. Siedziba administracyjna okręgu znajduje się w mieście Vevey. 

## Podział administracyjny
Okręg składa się z dwunastu gmin (commune) o powierzchni 282,92 km² i o liczbie mieszkańców 87 060.
1. Blonay – Saint-Légier
2. Chardonne
3. Château-d’Œx
4. Corseaux
5. Corsier-sur-Vevey
6. Jongny
7. La Tour-de-Peilz
8. Montreux
9. Rossinière
10. Rougemont
11. Vevey
12. Veytaux

## Zmiany administracyjne
- 1 stycznia 2022
  - utworzenie gminy Blonay – Saint-Légier z gmin Blonay i Saint-Légier-La Chiésaz